# 네가 주인이고 집사가 나
《네가 주인이고 집사가 나》(君が主で執事が俺で 기미가아루지데시쓰지가오레데[*])는 미나토소프트로부터 2007년 5월 25일에 발매된 윈도우용 18금 연애 어드벤처 게임. 미나토소프트의 데뷔작이다. 통칭 《키미아루》(스태프 공인). 《가데가데》로 줄여 부르는 경우도 많다. 애니메이션으로도 만들어져 2008년 1월부터 관동 로컬로 방송되었다.

## 개요
시나리오와 원화를 담당한 건, 각각 《츠요키스》를 세상에 내보낸 타카히로와 시로네코 산보. 함께 캔디소프트에서 독립하여 제작하게 되었다. 자세한 것은 미나토소프트 항목도 참조할 것.
2008년 1월부터 텔레비전 애니메이션이 방영. 또, 드라마 CD도 발매되었다.
《츠요키스》에서도 많이 보인 다른 작품의 패러디 소재가 여기저기에 군데군데 끼워넣어져 있다.
2007년부터 〈콤프에이스〉(카도카와 쇼텐)에서 만화판이 연재되고 있다. 작자는 츠요키스 만화판을 집필한 코 하마오와, 이 작품의 원화·캐릭터 디자인을 담당한 시로네코 산보의 공동 제작이 되어 있다. 네임 담당이 코, 작화 담당이 시로네코이다.
2008년 3월 27일에 미나토스테이션에서 PS2용 소프트 《네가 주인이고 집사가 나 ~시중들기 일기~》가 발매중.

## 게임 시스템
이야기는 3월 상순부터 5월 하순까지를 중심으로 이야기를 진행한다. 최초의 선택사항으로, 오프닝을 날릴까 어떨까를 선택할 수 있다.
게임 속에서 등장하는 쿠온지 세 자매 중 어느 쪽이든지 1명(주인)에게, 집사로서 〈시중들기〉하는 것이 테마. 쿠온지가에는 〈전속〉이라는 특정 주인과 더욱 강한 유대를 갖는 제도가 존재해서, 〈전속〉으로서 선택한 주인에 대해, 우선적으로 봉사하는 것이다. 게다가, 선택한 주인을 공략하면 그 주인에게 원래부터 딸려있는 메이드도 공략할 수 있다. 
비교적으로 선택지는 적고, 불합리한 배드엔드는 없다. 또 쿠온지 세 자매의 누군가에게 시중들 때, 처음에 충성의 증거로서 신체의 어딘가에 키스를 하는 의무가 있어서, 선택한 곳에 따라 약간 이야기가 변화한다.

## 줄거리
주인공 우에스기 렌과 누나 우에스기 미하토는 아버지 우에스기 이와오의 가정내폭력을 계기로 가출한다. 2명은 도회지인 나나하마시(모델은 명백히 요코하마시)에 도착해 거기서 생활하려고 분주하지만 좀처럼 일을 찾지 못하고, 자금난에 빠져버린다. 이 곳에서의 생활을 포기하고 다음 장소로 이동하려고 하지만 엉뚱한 일으로 쿠온지가와 관계를 가져, 사정을 안 쿠온지가 당주 쿠온지 신라에 의해 받아들여진다. 렌과 미하토는 거주할 장소와 직업을 손에 넣고, 사용인으로서 가계약을 맺게 되는 것으로. 이리하여, 렌의 집사로서의 생활이 시작하는 것이었다.

## 등장인물
등장인물의 담당 성우는, 주석이 없으면 PC게임판 / 드라마 CD판·애니메이션판·PS2 게임판 순서로 표기.

### 신라 팀
쿠온지 신라 (일본어: 久遠寺 森羅)
성우 : 미사키 리나 / 이토 시즈카 (PC게임, 드라마 CD, 애니메이션, PS2 게임 동일)
쿠온지 세 자매의 장녀이며, 쿠온지가 당주. 애칭은 〈신라사마〉로, 사마를 붙이지 않으면 화낸다. 나나하나 필하모니 교향악단에서 젊어서 상임지휘자를 맡아, 잡지 따위에서도 다뤄지는 화제의 인물이다.
용모단려하고 항상 의연해서 늠름한 모습을 무너뜨리지 않는 재원(才媛)이지만, 사생활에서는 꽤 일처리가 서투르고 사생활에서는 칠칠하지 못하다. 기본적으로 누구에게나 거만한 명령어조로 대하지만, 주변에 배려를 빠뜨리지 않고 돌보는 것도 좋기 때문에 주위로부터는 존경받고 있다. 차녀인 미유를 특히 귀여워하고 있어, 자타공인 시스콘짓을 발휘하고 있다. 또 괴롭힘쟁이 기질인 데다가 껴안아 비비기로, 사용인들(렌도 포함)에게도 껴안고 조롱하며 즐기고 있다. 자연에서 마시는 술 같은 풍류있는 것을 사랑하는 한편, 겉보기와 다르게 오기가 있기도 하고 마음에 든 정도만큼 괴롭히기도 하고 어린애 같은 점도 많다. 또 프라이드가 높아서, 승패에 관련되면 아무리 게임이라도 진심으로 달려든다. 하지만 자기에게 깊이 관계되는 것을 격렬히 싫어해서, 자신의 스탠스에 간섭하려 하는 렌에게 심한 말을 퍼붓는 경우도 있다. 어릴 때부터 골목대장으로서 유명했던 거 같아서, 현지의 거주자도 친애를 담아 〈사마〉를 붙여서 부르고 있다. 렌을 정식으로 고용하기 전에는 〈소년〉, 고용후에는 〈렌〉으로 부르는 법이 바뀌었다.
동물애호가라서 자기 방에 봉제인형이 많이 있고, 가장 마음에 들어하는 것은 판다. 봉제인형에게는 전부 이름을 붙이고 있다. 요리는 성실하게 하면 보통으로 만들 수 있지만, 자기다움을 낸 요리를 만들면 의식이 날아갈 정도로 맛없는 요리를 만들어 버린다. 좋아하는 음료는 커피우유. 또 술도 좋아해서, 특히 밤에는 자기방에서 베니스를 상대로 술을 마시는 경우가 많다.
고명한 악단지휘자이며, 또 인격자로서 많이 사람들에게 존경받았던 양친을 존경해 목표로 하고 있다. 양친을 잃은 때의 어떤 사건이 원인으로 유메와는 조금 어색한 사이(나중에 화해).
베니스 (일본어:  朱子)
성우 : 카이바라 에레나 / 효우세이 (PC게임, 드라마 CD, 애니메이션, PS2 게임 동일)
신라의 전속 메이드. 이탈리아 출신으로 대령에게 스카우트되었다. 별명은 〈베니〉. 렌으로부터는 〈베니코〉라고 불리고 있다. 현재의 사용인 중에서는 대령 다음으로 고참이다. 이름은 통칭명으로, 유래는 태어난 고향이기도 베네치아. 때때로 자기 이름을 추잡한 말로 잘못 말해지면 격노하여 고쳐말하게 한다. 처음 만났을 때 충돌한 이래, 렌과는 만날 때마다 욕설을 주고받는 관계가 되었고, 렌이 집사로 채용되고부터는 그를 하인부르듯이 한다. 렌, 유메와는 동갑으로 미성년일 테지만, 신라와 같이 술을 마시고 있는 신이 몇 개인가 있다.
야무지고 프라이드가 높은 성격이지만 〈우아〉한 것에 동경을 갖고 있다. 자신도 그러려고 노력하고 있지만 본성이 성미가 급하고 난폭하기 때문에 허물없는 상대에 대해서는 입이 거칠고, 렌 등과 싸우면 특히 입이 더럽다. 하지만 왠지 잘 돌봐주는 성격으로 일에서는 사용인들의 기상이나 몸가짐의 체크를 솔선해 행동, 그 이외에 불평하면서도 다른 사용인을 돌보거나 상담을 받거나 하고 있기 때문에, 쿠온지가의 한 사람 한 사람으로부터는 존경받고 신뢰받고 있다. 나토세와는 특히 사이가 좋고, 반대로 미하토와는 조금 대항의식이 있다.
주인인 신라를 당초에는 그냥 싫어했지만, 그녀의 그릇의 크기를 알아감에 따라 점차 끌려가게 된다. 본편 개시점에서는 신라를 진심으로 존경하고 있고, 신라도 베니스를 깊이 신뢰하고 있다. 장래는 신라 같은 우아한 인간이 되고 싶다고 생각하고 있다. 또, 은인이기도 한 대령도 존경하고 있다.
어릴 적의 체험에서 금전에 격렬한 집착이 있어서, 돈이 걸리는 승부 따위에는 강해진다. 특기는 요리로, 그 실력은 쿠온지가 요리장을 맡을 정도. 주로 양식을 만드는 경우가 많다. 요리 이외에도 재봉부터 청소까지 해낸다. 노래를 잘하고, 기타가 특기, 아주 유창한 일본어를 구사하고 모국어인 이탈리아어 이외에도 영어로 말할 수 있는 등 재주가 많은 일면이 있지만 이것들은 노력 덕분이며, 요리나 말도 그녀가 남몰래 노력한 성과이다. 야구 관전을 좋아해서, 휴일에는 때때로 나토세를 데리고 근린 스타디움까지 발길을 옮겨, 현지 팀을 응원하고 있다. 소동물에게는 격렬하게 미움받고 있어서, 가까워지는 것만으로 위협당하거나 한다.

### 미유 팀
쿠온지 미유 (일본어: 久遠寺 未有)
성우 : 쿠죠 시노 / 고토 유코 (PC게임, 드라마 CD, 애니메이션, PS2 게임 동일)
쿠온지 세 자매 중 차녀. 애칭은 〈뮤〉. 렌이나 베니스는 〈뮤상〉, 미하토는 〈뮤쨩〉. 신라는 〈뮤땅〉이라고 부른다. 대학을 월반해서 졸업할 정도로 천재이지만, 현재는 후리타. 여러 가지 발명품으로 특허를 따서 집에 돈을 넣어두면서, 외식산업에 착수할 준비를 하고 있다. 연령은 렌보다도 1살 연상. 참고로 IQ는 240.
자매 중에서는 가장 착실하고 그릇도 커서, 자매인 신라나 유메 등에 대한 츳코미역할. 아침에도 빨리 일어나서, 대령이나 나토세와 건강법으로서 태극권 체조를 하거나 하루(ハル)의 청소를 돕거나 해서 사용인들과도 접촉 기회가 많고, 모두에게 사랑받고 있다. 데니로의 제작자이며, 〈친구〉로서 사귀고 있다.
자매 중에서 가장 작은 키 때문에 늘 고민이다. 아이 취급당하는 것을 아주 싫어해서, 항상 쿨하게 행동해 어른스러운 행동을 취하고 있다. 그 때문에 미하토가 오기 전까지 전속 사용인도 갖지 않았다. 하지만, 본성이 순수한 성격이라서 치켜세워지는 것에 약하고, 미하토가 껴안거나 과자를 주었을 때에는 아이같은 행동을 하는 경우가 있다. 또 겉과 속이 같고, 생각한 것은 그대로 입밖으로 낸다. 자기자신해설역할 캐릭터라고 자부하고 있어서, 자기의 지식을 과시하는 경우가 많다. 복잡한 수식을 사용해 상대의 행동패턴을 산출해내는 장면도 있다. 도깨비 같은 것은 괜찮지만 벌레가 약점. 너무 짓궂게 하면 고양이처럼 위협을 해 온다.
실은 요리를 잘하고, 중화요리가 특기. 또 반바지페치라서, 그렇게 되면 어조가 달콤해진다.
때로 수수께끼의 발작을 일으켜 혼자서 방으로 돌아오는 일이 있지만, 몇 분 지나면 아무 일도 없었던 것처럼 하고 있다. 렌 일행이 쿠온지가에 신세를 지게 된 것도, 거리에서 발작을 일으켜 휘청휘청하고 있던 미유를 저택까지 바래다 준 것이 계기.
언니 신라에게 왠지 자주 장난감 취급당해서 싫어하고 있지만, 한편으로 확실하게 자립하고 주위의 덕망도 두터운 그녀를 존경하기도 한다.
의외로 술은 세서, 그녀를 곯아떨어뜨리려고 한 신라가 역으로 취해도 본인은 천연스럽게 있거나 한다(하지만 애니판에서는 신라와 함께 취해 있었다).
우에스기 미하토 (일본어: 上杉 美鳩)
성우 : 호쿠토 미나미 / 히토미 (PC게임, 드라마 CD, 애니메이션, PS2 게임 동일)
렌의 의자(義姉)(이와오와 미하토의 모친은 함께 아이동반으로 재혼했기 때문에, 피의 연결은 없다). 렌과 함께 쿠온지가에 주워져, 정식 채용후에는 미유의 전속 메이드가 된다. 렌은 통상 하토네라고 부른다.
언뜻 보기엔, 차분하고 온후한 소녀이지만 자타공인 중증의 브라콘으로, 렌을 아주 소중히 한다기보다도 편애 또는 익애하고 있다. 렌을 돕는 데 필요할지도 모른다는 것 때문에, 보일러 면허 등을 가지고 있어서 수수께끼가 많다. 또 〈49가지 비밀도구〉를 가지고 있어서, 야채나 기계 등을 아무데서나 꺼낸다. 그 전모는 렌조차 모른다.각각의 비밀도구에는 고유한 번호가 붙여져 있어서 꺼낼 때 말하지만, 왠지 카운트는 이탈리아어이다. 덧붙이면, 모든 시나리오를 읽는 것으로 전 종류를 알 수 있다. 노래를 좋아해서 기분이 좋으면 흥얼거리지만, 엄청난 음치. 그녀가 노래하면 카내비가 미치고, 자던 사람은 다음난 수수께끼의 두통이 남는다고 한다. 형편이 나빠지면 자기를 비둘기에 비유하여 평화의 상징이라고 얼버무리고,〈쿠룩쿠〉라고 해서 상대의 말을 흘려보낸다. 화나면 비둘기가 매가 되는 듯하다.
주된 일은 베니스와 같이 요리이며, 일식을 담당하고 있다. 일식에 한해 베니스보다 위. 언뜻 보기엔 상냥한 듯하지만 빈틈없고, 우아한 웃는 얼굴인 채 방심할 수 없는 행동을 하는 등 신라나 미유, 대령조차 그 행동원리는 모른다. 필살기는 하토이마치기(가드 불가능, 한방에 운이 나쁘면 출혈)으로, 10장의 센베이를 쪼갤 정도의 공격력을 갖는다. 무도의 달인인 아게하의 배후를 잡아, 목덜미에 바늘을 박아 기절시킨 적도 있다.
기본적으로 렌에게는 무르고 뭐를 해도 그를 우선하려고 하지만, 렌이 분명히 잘못된 방향으로 가려고 하면 보통의 상냥한 행동에서 사람이 바뀐 것 같은 언동으로 엄하게 꾸짖는다. 렌이 여성에게 강하게 나올 수 없게 된 것은 그녀의 교육의 산물. 또, 렌에게 위해를 주려는 사람이 있으면 진심으로 화낸다. 렌이 다른 여자 아이에게 복종하게 되어도 화내지만, 결국은 렌의 마음을 우선해 속마음을 죽이고 축복하는 단념이 빠른 모습이 있다. 심지의 힘은 어머니 같다.
때때로 안경을 쓰고 있는 일이 있지만, 시력에 대해서는 특별이 말이 없어서 평소에는 콘택트로 하고 있는지, 아니면 겉치레 안경인지는 불명.

### 유메 팀
쿠온지 유메(일본어: 久遠寺 夢)
성우 : 아마노 소라 / 미나모리 시즈카 (PC게임, 드라마 CD, 애니메이션, PS2 게임 동일)
쿠온지 세 자매 중 삼녀. 렌과는 동갑으로, 나나하마학원에 다니고 있다.
밝고 프랑크(frank)한 성격으로, 다른 자매와는 달리 사용인에게도 경어나 예절을 요구하지 않고 친구 감각으로 어울리고 있다. 멋쟁이랑 만화를 아주 좋아한다. 2명의 언니들에 비하면 좋지도 나쁘지도 않고 평범해서, 개성이 없는 게 콤플렉스. 그녀의 특기인 게임이나 과목 등도 마이너스적인 것이 많아, 개성을 가지려고 아마추어 무선 자격을 취득하거나 하고 있지만 역시나 마이너라고 말해져서 낙담하고 있다. 자기 방에는 만화가 많이 있고, 소녀 만화부터 소년 만화까지 다수 가지고 있다. 현실 도피 버릇이 있어서, 자기 망상 속에 들어가서는 렌이나 미유에게 츳코미당하고 있다. 또한, 자기의 망상을 노트에 정리한 〈YUME 노트〉라는 것도 존재해, 자기 자신을 마법소녀 〈유메드림〉이라는 주인공으로 한 이야기를 쓰고 있다. 덧붙여서, 그때 삽입곡으로 그녀의 주제가가 흐른다.
한가한 평소 행동에 반해 운동신경이 좋아서 육상부에서는 주장을 맡고, 케이코로부터는 리더의 소질이 있다고 인정받고 있다. 어릴 적, 무서워하는 그녀를 재미있어한 신라의 영향으로 도깨비가 대약점. 그때 그 도깨비가 나왔을 때의 대처법을 여러 가지 연구하고 있었기 때문에, 도깨비가 약점인데 묘하게 자세히 알고 있다. 또, 운동신경이 좋아서 헤엄칠 수 있을 테지만, 물의 요괴가 무서워서 헤엄칠 수 없다.
전속 사용인인 나토세와 아주 사이가 좋아서, 항상 같이 행동하고 있다. 다양한 고생을 경험해 온 나토세를 존경하고 있다. 일단 치하루도 그녀의 전속이지만, 청소에 집중하기 위해서 특정 이벤트 이외에는 자유롭게 하고 있다.
나토세(일본어: 南斗星)
성우 : 카미시로 미사키 / 아사카와 유우 (PC게임, 드라마 CD, 애니메이션, PS2 게임 동일)
유메 전속 사용인. 타이 또는 인도네시아 출신으로 신라에게 스카우트되었다. 원래 바텐더 겸용 중심. 현재는 저택의 경비나 정원의 손질을 담당하고 있다. 여성이지만 움직이기 쉽다는 이유로 집사복을 착용하고 있다. 나토세라는 이름은 남십자성을 보며 자랐다는 것에서 일본으로 건너올 때 붙여진 통칭명으로, 본명은 생무앙이라고 한다.
무에타이달인이며 실력은 대령과 호각, 일대일 맨손 싸움이라면 그 이상이라고 할 정도 육체능력이 높다. 하지만 늠름한 겉모습과는 반대로 온후하지만 전형적인 도짓코라거나 대식가라든가 틈이 많은 한편, 누구에게도 상냥하게 접해 동물들도 잘 따른다. 꽃 따위에 자세한 일면도 있다. 일찍이 연수기간 중에 꽤 고가인 화병을 깨뜨려 버려, 그 이후 눈에 띄는 곳에는 고가인 물건은 놓여 있지 않도록 해지고 있는 듯하다. 사람을 좋아하는 성격때문에 소동에 말려들어가는 일도 종종. 고기를 든 사람을 따르는 습성이 있어서, 자주 베니스에게 조르고 있다. 한밤중에 주방에서 군것질을 하려고 잠입하는 일도 있다. 연하인 베니스에게 자주 신세를 지고 있지만, 마음이 맞는 친구 같은 관계.
약 10년 정도 전, 재해(모델이 된 것은 아마도 수마트라섬 바다지진에 의한 쓰나미)에 말려들어 가족을 모두 잃고, 자신도 오른쪽 눈에 상처를 입었다. 그 때문에, 지금도 안대를 하고 있다. 유창한 일본어를 하고 있지만 의미를 모르는 말도 몇 개인가 있어서, 현명(縣名)을 듣고 음식 이름으로 착각하는 장면이 있다. 또 쓰는 건 아직 어려운 듯하고, 지금까지도 한자 연습을 하고 있다.
유메와는 전속 집사라는 것보다도 친구 감각으로 어울리고 있다. 또, 미하토 정도는 아니지만 약간 브라콘기가 있어, 어딘지 모르게 죽은 남동생을 닮은 렌을 자주 귀여워한다.

### 쿠온지가 관계자
대령(일본어: 大佐)
성우 : 이와오 젠슈 / 아키모토 요스케 (PC게임, 드라마 CD, 애니메이션, PS2 게임 동일)
쿠온지가의 집사 겸 세 자매의 후견인. 생명의 은인이며, 의형제의 연까지 주고받은 전 당주 반쇼(세 자매의 부친)의 유언으로 쿠온지가에 시중들며, 아가씨들을 지켜보고 있다. 또, 쿠키가 당주(아게하의 아버지)와도 면식이 있다.
주된 일은 사용인의 통괄. 쿠온지가와 그 사용인들의 아버지 같은 존재. 보통내기가 아닌 만만치 않은 사용인이나 주인들로부터도 동일하게 존경받는 훌륭한 인물로, 집사와 신사의 귀감이라고도 할 수 있는 인물. 다른 사용인이 운전할 수 없어서, 주로 신라를 차로 송영도 하고 있다.
원래 용병으로 무수한 사선을 헤쳐나갔기 때문에 전투능력이 뛰어나게 높아, 싸움에 익숙한 렌도 어찌할 도리가 없을 만큼의 실력의 소유자. 나르시스트인 일면도 있고, 특히 자랑거리인 콧수염의 손질을 빠뜨리지 않기도 하고 자기 자랑 이야기를 들려주려고 한다. 게다가 자기가 쓴 책도 있지만, 대량으로 팔리지 않고 남아 있다. 또, 그 인생 경험에서 사람의 소질, 본질을 꿰뚫어보는 능력이 아주 뛰어나다.
〈대령〉은 별명이고, 본명은 타지리 야스시. 너무 평범한 이름이라서, 유메가 그를 〈대령〉이라고 부른 이후 거의 모든 사람들로부터는 신뢰를 담아 대령이라고 불리고 있다.
애니에서는 절도를 한 미소년에 대해 화장실에서 〈수수께끼의 벌〉을 한 적도 있다(원래 네타는 니지우라 격투 게임).
데니로(일본어: デニーロ)
聲 : 勝どき一分 / 타테카베 카즈야 (PC게임, 드라마 CD, 애니메이션, PS2 게임 동일)
미유가 대학 졸업 논문도 겸해서 100엔샵의 부품 재료로 제작한 알모양 로봇. 정식 명칭은 만능 로보 MX03. 언어능력이나 학습능력 등을 가져, 묘하게 좋은 소리로 말하는 것이 특징. 가전(특히 청소기)이 취향인 듯, 자주 가전을 헌팅해서는 미유에게 야단맞는다. 도망갈 땐 모 골목대장처럼 대사를 말하면서 도망간다. 마이너스 이온을 내거나 습도를 측정하거나 인터넷에 접속할 수 있거나(단 아날로그 회선) 여러 가지 기능을 갖지만 지극히 호전적인 성격으로, 민폐 손님 격퇴용으로 미사일까지 탑재하고 있다. 하지만, 한 번 마음을 연 인간은〈마음의 친구〉라고 부르며, 우호적으로 대하는 등 프랭크한 일면도 가진다. 기름 등을 주식으로 하고 있고, 천연가스도 먹는 경우가 있다. 노래를 부르는 것을 좋아하지만 서투르다. 쿠온지가에서 유일하게 신라를 경칭 생략으로 부르고 있다. 자주 미유의 머리 위에 자리잡는다.
키요하라 치하루(일본어: 清原 千春)
성우 : 이이다 쿠우 / 아마미야 유우 (PC게임, 드라마 CD, 애니메이션, PS2 게임 동일)
유메의 전속 집사 소년. 통칭은 〈하루〉. 집사로서는 렌보다도 선배이지만, 연상에 형님기질인 렌을 〈렌니〉라고 부르며 좇고 있다. 집사력(執事歷)은 길지만, 여자아이 같은 겉모습과 마음 약한 성격 때문에 주변에 남자라고 보이지 않는 것이 고민. 하지만, 좋아하는 여자 아이가 있다. 자주 베니스의 폭력에 떨고 있지만 굴하지 않고 힘내고 있다. 묘하게 요염한 여성 목소리를 낼 수 있다.
집사로서의 주된 일은 청소. 자시 일에 긍지를 가지고 있고, 청소를 할 때에는 사람이 변한 것 같이 공격적인 성격이 된다. 유메의 전속이지만, 평소엔 나토세가 유메를 보살피고 있기 때문에 시중드는 일은 기본적으로 하고 있지 않다. 그 이외에 공부도 운동도 골칫거리. 존재감이 옅고, 회화에 참가하고 있지만 모두에게 잊혀지는 장면도 있다. 다른 사람들과 같게 그에게도 과거에 이유 있는 사정이 있어 쿠온지가에 시중들게 되었지만, 본편에서는 말해진 적은 없다.
렌은 처음에 〈키요〉라고 부르려고 했지만 〈인코너만 공격받을 거 같아〉서 그만뒀다고.

### PS2판 추가 히로인
쿠키 아게하(일본어: 九鬼 揚羽)
성우 : 카미시로 미사키 / 드라마 CD(Vol.1만) : 아사카와 유우 / 드라마 CD(Vol.4 이후)&PS2판&TV애니메이션 : 타나카 리에
유메의 클래스 메이트로 친구. 쿠키 재벌 아가씨. 군바이를 들고 다니는 등 전국(戰國) 무장을 생각나게 하는 무투파(武鬪派)로, 그 실력은 격투기 세계대회에서 우승하기도 하고, 발길질로 조각상을 만드는 특기도 있을 정도이다. 그녀를 보살피는 메이드들도 무도파(武道派) 모임. 매일 아침 커다란 구호와 함께 달려서 등교해 온다. 케이코는 그녀를 거북해하고 있다. 아주 지기 싫어해서, 〈인생은 투쟁이다〉를 좌우명으로 하고 있다.
자기가 데리고 다니는 사용인인 코쥬우로를 이유를 불문하고 자주 때려날리는 장면이 많지만 결코 폭력적인 것은 아니고, 냉정한 부분도 있다. 상냥한 할머니를 경애하고 있어, 볼런티어로 노인 간호를 하고 있다. 또, 좋은 일을 하면 별사탕을 주는 경우가 있다.
곧은 성격인 렌을 마음에 들어해(코쥬우로 같이 때려날리는 경우도 많지만), 쿠키 재벌으로의 빼내기도 생각하고 있다. 쿠로가네 일족(《츠요키스》의 오토메 등)과 뭔가 확집이 있는 듯하다.
애니메이션판에서는 코쥬우로를 불의의 사고로 중상을 입게 한 일로 아버지에게 〈조절하는 법을 배워라〉라는 분부로 쿠온지가에 한때 체재하게 되었을 때, 저택을 맘대로 개조했지만 쿠온지가 전원의 기호를 장악하여 원만히 처리했다(신라의 취향인 판다도 모국(某國)(아마도 중국)에서 극비로 주문하여 가져오게 해서〈대여〉했다).
또, 키리야 컴퍼니(《츠요키스》의 키리야 에리카의 친족이 경영하고 있는 키리야 코퍼레이션과 관련인가?)에서 보내는 자객에게 목숨을 노려지고 있다(극중에서는 훌륭히 상대의 선수를 취해 순살(瞬殺)하고 있다).
PC판에서는 고유 시나리오나 엔딩을 갖지 않은 서브캐릭터였지만(그 때문에, 성우도 미나토를 겸한 역이었다), PS2로의 이식 및 애니화에 맞춰 히로인의 한 명으로 승격해서, 거기에 따라 성우도 전임에 변경이 되었다.

### 서브캐릭터
이나무라 케이코(일본어: 稲村 圭子)
성우 : 楠上ありか / 타우치 나츠코 (PC게임, 드라마 CD, 애니메이션, PS2 게임 동일)
유메의 동급생으로 친구. 육상부 부주장. 별명은 〈케이〉. 집은 이나무라야라는 중화요리점으로, 가끔 차이나복을 입고 집안일도 돕고 있다. 성격은 주로 멤버의 츳코미역에 머물러, 왠지 모두를 걱정하는 여장부 기질의 성격.
아나스타시아 미스티나(일본어: アナスタシア・ミスティーナ)
성우 : 미즈나키 마나 / 치아키 마히로 (PC게임, 드라마 CD, 애니메이션, PS2 게임 동일)
유메의 동급생으로 친구. 유메들처럼 육상부. 별명은 〈미〉. 안경을 쓴 어른 같은 여자아이이지만, 본성은 하드 M으로 맞으면 기뻐하고, 아무짓도 안 해도 방치 플레이라고 기뻐하는 성벽을 가진다. 가끔씩 발정해서 망상의 세계로 들어가는 경우도 있다.
타케다 코쥬로(일본어: 武田 小十郎)
성우 : 타츠타 토라지 / 히야마 노부유키 (PC게임, 드라마 CD, 애니메이션, PS2 게임 동일)
아게하에게 사용되는 집사. 정의감이 두터운 열혈사나이. 나이가 가깝고, 또 직업도 같은 렌과는 좋은 친구가 된다.
어릴 적부터 아게하를 수행해 진심으로 그녀를 경애하고 있지만(아게하와의 특훈 때에 불의의 사고를 당해, 입원처의 간호사들에게 재촉당해도 그 의사(意思)는 흔들리지 않고 아게하가 체재하는 쿠온지가로 향했다), 천성이 단순한 데다가 서툴러서 빈번하게 실패를 해서는 아게하에게 마구 맞고 있다. 또, 아게하의 악담을 듣거나 하면 바로 머리에 피가 치솟아 덤벼든다.
우에스기 이와오(일본어: 上杉 巌)
성우 : 코후토시 아키라 / 후지와라 케이지 (PC게임, 드라마 CD, 애니메이션, PS2 게임 동일)
렌의 아버지. 원래 탐정. 아내가 살아있을 때에는 애처가로 상냥했지만, 렌의 어머니와 미하토의 어머니, 2번에 걸쳐 아내를 잃은 것으로 자포자기가 되어, 술에 취해 렌에게 일상적으로 폭력을 휘두루고 있었다. 분위기는 렌을 닮아서, 부모와 자식이라고 생각되는 듯한 장면도 있다. 화해 후에는 〈취직했다. 술 끊고 열심히 하고 있다. 괴롭구나〉라는 편지가 오거나, 성실하게 일하고 있는 것 같다. 마음 속으로는 렌이랑 미하토와 함께 살고 싶다고 생각되는 듯한 묘사도 하나 둘씩 있다.
미하엘 플루셴코(일본어: ミハエル・プルシェンコ)
성우 : 없음 / 후지와라 케이지
신라의 유럽 유학 때의 스승. 세계적으로 유명한 마에스트로. 러시아 출신. 묘하게 놀려지는 분위기를 가지고 있지만, 음악에 대해서는 일절 타협을 하지 않고 신라의 결점에 대해 엄한 지적을 한다. 왠지 피로슈키를 가지고 다니고 있다. 이름의 유래는 러시아니까 플루셴코라는 실로 간단한 것.
쿠온지 반쇼(久遠寺万象)
신라들의 아버지. 신라처럼 우수한 지휘자이며, 신라의 목표이기도 하다. 신라들이 어렸을 때에 사고로 인해 아내와 함께 타계해서, 본편중에서는 회상신으로만 등장한다. 대령의 친우이기도 해서, 딸들의 교육과 후견을 대령에게 맡기고 있었다.
야시 나고미(椰子なごみ)
《츠요키스》로부터 게스트로 등장. 〈선배〉라고 불리는 인물과 야구관전을 하고 있다. 아마 선배는 《츠요키스》의 주인공 츠시마 레오.
쿠만(일본어: クマーン)
성우 : - / 코야마 리키야
YUME 노트 안에 쓰여진 자칭 〈지방 요괴〉인 쿠마(곰). 인간어를 말할 수 있고, 왜인지 선글라스를 쓰고 있다. 우수한 인간에게는 살의를 품지만, 헤타레에게는 무른 성격으로 〈○○(우수한 쪽)은 죽이고, ××(헤타레한 쪽)에게는 역으로 돈을 준다〉가 입버릇. 나나하마역 부근에 출현해서 날뛴다.
미유의 나카노히토 관련 소재로 미라쿠루(미라클) 빔을 쏘아, 날아간 미유에게 〈네가 말하지 마!〉라고 츳코미를 당했다.
마법소녀로 변신한 유메와 대결하고 져 떠났다.

## 스태프
- 기획, 시나리오 : 타카히로
- 원화 : 시로네코 산보
- BGM : SoundUnion

## 주제가
- OP《wonder life》
  - 작사 : 키무라 나오미
  - 작곡, 편곡 : 키무신
  - 노래 : uran
- ED《room》
  - 작사 : KOTOKO
  - 작곡・편곡 : C.G mix
  - 노래 : KOTOKO
- 삽입곡《Get up! 明日への飛翔 sky pop ver.》(Get up! 내일로의 비상 sky pop ver.)
  - 작사 : uriel
  - 작곡・편곡 : sumiisan
  - 노래 : 미즈키리 케이코
- 삽입곡《こたえはいつも》(대답은 언제나)
  - 작사 : uriel
  - 작곡・편곡 : sumiisan
  - 노래 : 미즈키리 케이코

## 만화판
- 원작 : 미나토소프트
- 그림 : , 코 하마오
- 게재지：콤프 에이스

2007년 12월호(2007년 10월 26일 발매) ~ 연재중

## 텔레비전 애니메이션
2008년 1월부터 같은 해 3월까지 방송되었다. 전 13화. 지상파는 칸토 로컬. 또한, TOKYO MX만 전일대(금요 18:30)로 방송예정이었지만, 개시 직전에 심야대로 이동했다. 하지만 그래도 월요일 23시 30분으로, 모든 방송국 중에서 가장 이른 시간대이다.
애니메이션화에 맞춰 원작 시나리오를 담당했던 타카히로도 스스로 스토리 구성이나 각본에 참가, 게다가 등장인물이나 내용을 파악하기 위해서 게임을 애니메이션 제작측에게 플레이하게 하고 제작을 시작하고 있다(미나토소프트 공식사이트에 게재). 원래 패러디가 많은 작품이지만, 애니메이션판은 렌과 대령의 성우 관련인지, 어딘가에 반드시 1번은 〈체육회계 건담〉 소재가 들어가 있다. (단 반드시 렌이나 대령이 패러디하는 건 아니다.) 이 외에도 모 게시판 네타, 유사 애니메이션 관련 소재나 용자왕 관련 소재, 세기말구세주 소재, 노트 소재, 모 RPG 소재, 미라쿠루(미라클) 빔, 변신의 경과 따위가 있다. 또, 각화의 서브타이틀에는 〈울트라 시리즈〉의 서브타이틀 또는 이전에 인기 버라이어티 프로그램의 타이틀이 원 네타가 된 것도 있다.

### 스태프
- 원작 : 미나토소프트
- 기획 : 타카미 마나부, 후쿠바 카즈요시, 이노우에 쥰코, 아키 타카노리
- 감독 : 쿠도 스스무
- 시리즈 구성 : 타카히로
- 캐릭터 원안 : 시로네코 산보
- 캐릭터 디자인 : 마츠모토 후미오
- 미술감독 : 무토 마사토시
- 색채설정 : 스즈시로 루미코
- 촬영감독 : 나카무라 마사키
- 편집 : 모리타 세이지
- 음향감독 : 와타나베 쥰
- 음악 : 우에마츠 노리야스 (Elements Garden), 후지마 히토시 (Elements Garden)
- 음악제작 : 란티스
- 애니메이션 제작 ; A.C.G.T
- 제작 : 키미아루제작위원회

### 주제가
오프닝테마《跪くまで5秒だけ!》(무릎 꿇을 때까지 5초 뿐!)
작사 : 하타 아키, 작곡 : 와타나베 타쿠야, 편곡 : 스즈키 마사키, 노래 : 하시모토 미유키
엔딩테마《Butler スイッチ オーン!》(Butler 스위치 온!)
작사 : 하시모토 미유키, 작곡·편곡 : 사이토 유우야, 노래 : 고토 유우코

### 서브타이틀
| 화수 | 서브타이틀                                                                    | 각본     | 그림 콘티                     | 연출              | 작화감독          |
| ---- | ----------------------------------------------------------------------------- | -------- | ----------------------------- | ----------------- | ----------------- |
| 1    | 君が主で執事が俺で 네가 주인이고 집사가 나                                    | 타카히로 | 쿠도 스스무                   | 쿠도 스스무       | 마츠모토 후미오   |
| 2    | クオンジデイズ 쿠온지 데이즈                                                  | 쥰       | 와타나베 신이치               | 와타나베 신이치   | 야스카타 요시미   |
| 3    | 森羅万象 삼라만상(신라 반쇼)                                                  | 쥰       | 하타노 코헤이                 | 후세 야스유키     | 요시다 유우이치   |
| 4    | 久遠寺家、南へ 쿠온지가, 남쪽으로                                             | 쥰       | 토코로 토시카츠               | 토코로 토시카츠   | 와타나베 마유미   |
| 5    | MIYABI 우아                                                                   | 쥰       | 키무라 히로시 토미나가 츠네오 | 이시야 치카세     | 마츠모토 후미오   |
| 6    | 夢改造計画 유메 개조 계획                                                     | 타카히로 | 와타나베 신이치               | 사이토 노리아키   | 아가타 요시미     |
| 7    | 久遠寺家全滅!? 来訪者は揚羽様だった! 쿠온지가 전멸!? 방문자는 아게하사마였다! | 쥰       | 소노다 마사히로               | 키무라 히로시     | 마츠모토 후미오   |
| 8    | 対決 上杉 対 武田 대결 우에스기 대 타케다                                     | 쥰       | 토코로 토시카츠               | 토코로 토시카츠   | 야마가타 코지     |
| 9    | 小さな英雄 자그마한 영웅                                                      | 쥰       | 고다 하야토                   | 츠치야 야스오     | 요시다 유우이치   |
| 10   | 逆転!ナトセ只今参上 역전! 나토세 지금 등장                                    | 쥰       | 히로카와 슈우이치             | 히로카와 슈우이치 | 오오가와라 하루오 |

### 방송국
| 방송 지역  | 방송국      | 방송기간          | 방송일시                   | 방송계열    | 비고        |
| ---------- | ----------- | ----------------- | -------------------------- | ----------- | ----------- |
| 가나가와현 | tvk         | 2008년 1월 5일 ~  | 토요 26시 00분 ~ 26시 30분 | 독립UHF계열 |             |
| 도쿄도     | TOKYO MX    | 2008년 1월 7일 ~  | 월요 23시 30분 ~ 24시 00분 | 독립UHF계열 | 간사국      |
| 지바현     | 지바 TV     | 2008년 1월 7일 ~  | 월요 25시 40분 - 26시 10분 | 독립UHF계열 |             |
| 사이타마현 | TV 사이타마 | 2008년 1월 8일 ~  | 화요 26시 00분 ~ 26시 30분 | 독립UHF계열 |             |
| 일본 전역  | 애니맥스    | 2008년 2월 24일 ~ | 일요 24시 30분 ~ 25시 00분 | CS방송      | 리피트 없음 |

## 관련 서적
소설
- 패러다임 발행
  - 君が主で執事が俺で 森羅編 (네가 주인이고 집사가 나　신라편)　ISBN 978-4-89490-845-1(저자 후세 하루카)
  - 君が主で執事が俺で 未有編 (네가 주인이고 집사가 나　미유편)　ISBN 978-4-89490-853-6(저자 후세 하루카)
  - 君が主で執事が俺で 夢編 (네가 주인이고 집사가 나　미유편)　ISBN 978-4-89490-861-1(저자 후세 하루카)
- 사이분칸 슛판 발행
  - 君が主で執事が俺で(1)　パンダを追え! (네가 주인이고 집사가 나　판다를 뒤쫓아라!)　ISBN 978-4-7756-0234-8(저자 노야마 후우이치로)
  - 君が主で執事が俺で(2)　雅にクリスマス (네가 주인이고 집사가 나　우아하게 크리스마스)　ISBN 978-4-7756-0265-2(저자 노야마 후우이치로)

앤솔러지 코믹
- FOX 슛판 발행
  - 君が主で執事が俺で コミックアンソロジー (네가 주인이고 집사가 나　코믹 앤솔러지)　ISBN 978-4-903471-30-8 {{isbn}}의 변수 오류: 유효하지 않은 ISBN.
  - 君が主で執事が俺で コミックアンソロジー2 (네가 주인이고 집사가 나　코믹 앤솔러지2)　ISBN 978-4-903421-32-2
- 엔터브레인(마지큐 코믹스)발행
  - マジキュー4コマ 君が主で執事が俺で(1) (마지큐 4컷　네가 주인이고 집사가 나 (1))　ISBN 978-4-7577-3652-8
  - マジキュー4コマ 君が主で執事が俺で(2) (마지큐 4컷　네가 주인이고 집사가 나 (2))　ISBN 978-4-7577-3731-0

팬북
- 엔터브레인 발행
  - TECH GIANスーパープレリュード 君が主で執事が俺で (TECH GIAN 수퍼 프렐류드　네가 주인이고 집사가 나)　ISBN 978-4-7577-3572-9
- 사이분칸 슛판 발행
  - 君が主で執事が俺で オフィシャルファンブック (네가 주인이고 집사가 나　오피셜 팬북)　ISBN 978-4-7756-0264-5

## 관련 CD
드라마 CD
- GoodsTrain에서 발매
  - 君が主で執事が俺で ドラマCD Vol.1 (네가 주인이고 집사가 나　드라마 CD Vol.1)　2007년 8월 24일 발매
  - 君が主で執事が俺で ドラマCD Vol.2 (네가 주인이고 집사가 나　드라마 CD Vol.2)　2007년 10월 26일 발매
  - 君が主で執事が俺で ドラマCD Vol.3 (네가 주인이고 집사가 나　드라마 CD Vol.3)　2007년 12월 28일 발매
- 그 외 (PC판 숍 예약특전이라서 입수 곤란)
  - 君が主で執事が俺で 特別ドラマCD 第1話「森羅様のとある一日」 (네가 주인이고 집사가 나　특별 드라마 CD 제1화 《신라사마의 어느 하루》)　소프맵 예약 특전
  - 君が主で執事が俺で 特別ドラマCD 第2話 「夢改造計画」 (네가 주인이고 집사가 나　특별 드라마 CD 제2화 《유메 개조 계획》)　메세 산오 예약 특전
  - 君が主で執事が俺で 特別ドラマCD 第3話 「未有が作った凄いロボット」 (네가 주인이고 집사가 나　특별 드라마 CD 제3화 《미유가 만든 굉장한 로봇》)　라옥스 예약 특전

송집
- HOBiRECORDS에서 발매
  - 君が主で執事が俺でキャラソン 第1弾 森羅チーム (森羅&朱子) (네가 주인이고 집사가 나 캐릭터송　제1탄 신라팀 (신라 & 베니스))　2007년 4월 24일 발매
  - 君が主で執事が俺でキャラソン 第2弾 未有チーム (未有&美嶋) (네가 주인이고 집사가 나 캐릭터송　제2탄 미유팀 (미유 & 미하토))　2007년 5월 25일 발매
  - 君が主で執事が俺でキャラソン 第3弾 夢チーム (夢&南斗星) (네가 주인이고 집사가 나 캐릭터송　제3탄 유메팀 (유메 & 나토세))　2007년 6월 22일 발매
  - 君が主で執事が俺で 挿入歌コレクション (네가 주인이고 집사가 나　삽입가 콜렉션)　2007년 8월 31일 발매

## 라디오
- 인터넷 라디오
  - 시오카제 방송국 ~미나토 라디오 (2007년 8월 3일 ~ 2008년 1월 18일)
  - 시오카제 방송국 ~미나토 STATION 라디오~네가 주인이고 집사가 나편~ (2008년 2월 1일 ~ 배신중)

## 같이 보기
- 집사